# 薩爾坦格河
薩爾坦格河是俄羅斯的河流，屬於亞納河的右支流，由薩哈共和國負責管轄，河道全長620公里，流域面積約17,800平方公里，發源自上揚斯克山脈，河水主要來自融雪和雨水。